# Schulvorsteherhaus Oberneuland

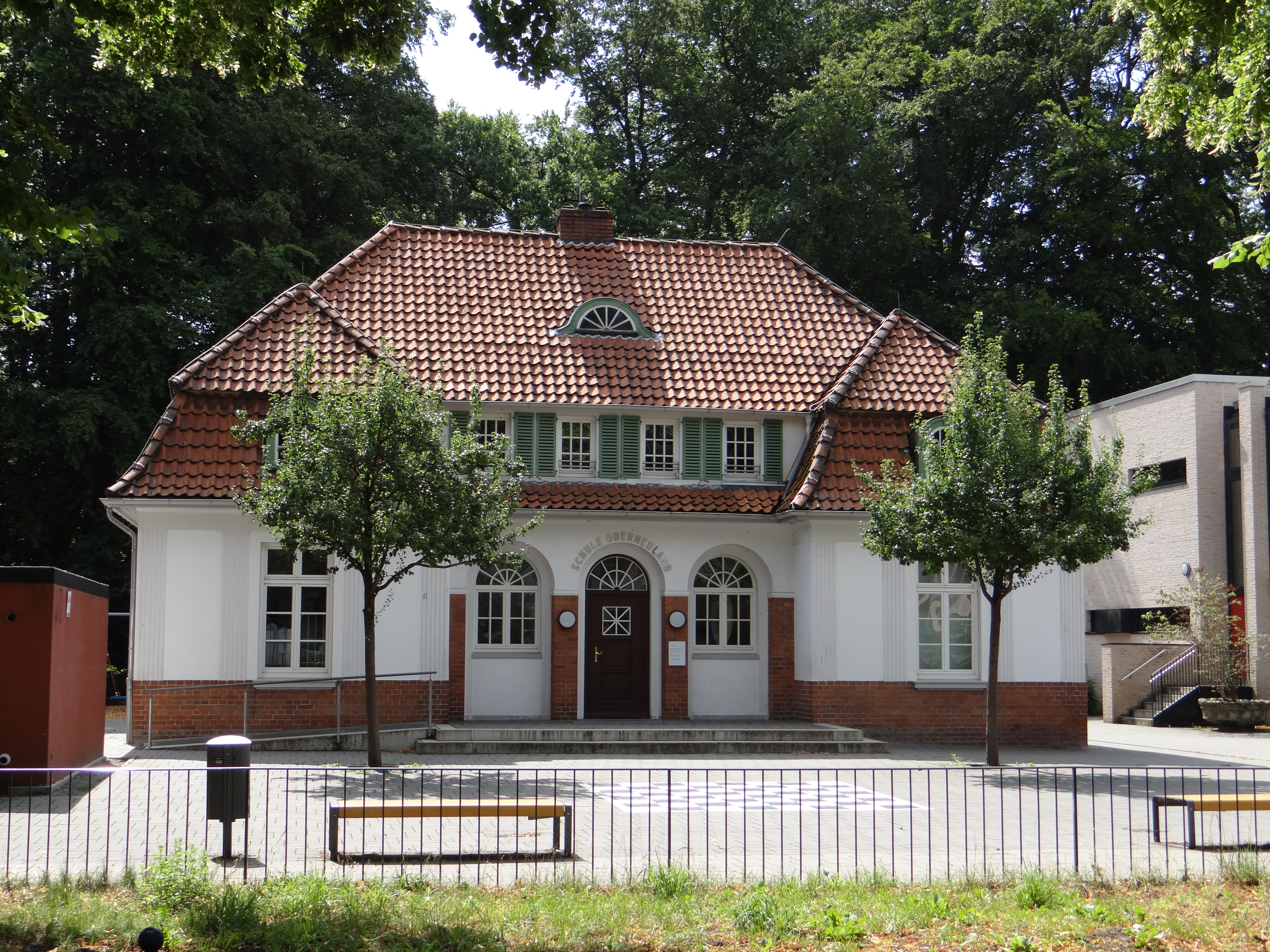
Schulvorsteherhaus Bremen-Oberneuland

Das Schulvorsteherhaus Oberneuland in  Bremen-Oberneuland, Rockwinkeler Heerstraße 4, stammt von 1915.

Das Gebäude wird auch aktuell (2023) durch die Schulverwaltung genutzt.
Das Gebäude steht seit 2021 unter Bremischem Denkmalschutz.

## Geschichte
Das eingeschossige verputzte Gebäude mit Mansarddach und Satteldach, den beidseitigen Risaliten und dem rückseitigen Dachhaus mit einem wuchtigen Giebel wurde 1914/15 nach Plänen von Joseph Ostwald (Bremen) als Wohnhaus für den Schulvorsteher für die 1877 erbaute Schule Oberneuland gebaut.
Das Haus gehört zur denkmalgeschützten Gruppe Schule Oberneuland & Schulvorsteherhaus.
Ostwald plante in Bremen u. a. ein Schauspielhaus in der Neustadt, das Geschäftshaus Walter Am Wall 148, mehrere Kinos sowie Wohn- und Geschäftshäuser.